# Antoni Majcherczyk
Antoni Robert Majcherczyk (ur. 6 maja 1913 w Dąbrowie Górniczej, zm. 2 lipca 1946 w Porton) – kapitan pilot Wojska Polskiego, polski pilot doświadczalny i sportowy.

## Życiorys
Syn Teofila i Józefy. W 1930 roku zdał egzamin maturalny w Gimnazjum im. Jana Śniadeckiego w Kielcach i rozpoczął naukę na Wydziale Mechanicznym Politechniki Warszawskiej. Już jako student rozpoczął szkolenie lotnicze, w grudniu 1933 roku został członkiem Aeroklubu Warszawskiego. Przeszedł szkolenie szybowcowe, uzyskał kategorię D pilota szybowcowego. W 1935 roku ukończył kurs akrobacji szybowcowej i brał udział w licznych imprezach sportowych. Przeszedł również przeszkolenie w pilotażu samolotów turystycznych. Na przełomie czerwca i lipca 1936 roku wystartował na szybowcu CW-5 bis/35 w IV Krajowych Zawodach Szybowcowych w Ustjanowej. W klasyfikacji generalnej zajął 27. miejsce (na 29. uczestników). Podczas zlotu szybowcowego w sierpniu 1936 roku, rozegranego podczas zawodów Gordona Bennetta w Warszawie, zajął drugie miejsce w konkursie na celność lądowania. Wiosną i jesienią 1936 roku był uczestnikiem badawczej wyprawy szybowcowej w Góry Świętokrzyskie. 25 kwietnia wykonał sześciogodzinny lot żaglowy, 8 września wyróżnił się wykonaniem czterogodzinnego lotu na Komarze nad Pasmem Masłowskim. W maju i czerwcu 1937 roku na szybowcu Sokół-bis wziął udział w rajdzie propagującym polskie lotnictwo w Rumunii, Bułgarii, Grecji, Jugosławii, Austrii i na Węgrzech zorganizowanym przez Aeroklub Warszawski. Pilotując szybowiec na zmianę z Janem Pełką pokonał trasę o długości 3400 kilometrów. Za udział w tym rajdzie rząd jugosłowiański nadał mu order św. Sawy kl. V.
W latach 1936–1937 był asystentem profesora Gustawa Mokrzyckiego, w latach 1937-1938 znalazł zatrudnienie jako konstruktor w Biurze Studiów w PLL LOT. W czerwcu 1939 roku ukończył studia uzyskując dyplom inżyniera i został zatrudniony jako konstruktor w PZL Wytwórni Silników nr 1 na Okęciu. W międzyczasie intensywnie latał sportowo, do sierpnia 1939 roku wylatał ok. 100 godzin na szybowcach i ok. 300 godzin na samolotach.
Z chwilą wybuchu II wojny światowej został ewakuowany, przez Rumunię, Jugosławię i Włochy, do Francji. Zgłosił się do służby w Wojsku Polskim, otrzymał przydział do Szkoły Podchorążych Armii Polskiej w Coëtquidan, którą ukończył z 10. lokatą. W trybie nadzwyczajnym otrzymał awans do stopnia podporucznika.
Po upadku Francji, został ewakuowany na pokładzie MS „Sobieski” z Saint-Jean-de-Luz do Plymouth w Wielkiej Brytanii, gdzie zgłosił się do służby w Polskich Siłach Powietrznych. Po krótkim przeszkoleniu w Eastchurch otrzymał w lipcu 1940 roku przydział w charakterze mechanika lotniczego do dywizjonu 303 na lotnisku Northolt. Otrzymał numer służbowy RAF P-1801.
6 kwietnia 1941 roku został skierowany do 15. Elementary Flying Training School (SFTS) w Carlisle, następnie w okresie od maja do lipca przeszedł szkolenie na samolotach dwusilnikowych w 3. SFTS w South Cerney. Po jego ukończeniu został skierowany na przeszkolenie bojowe w 18. Operational Training Unit (OTU) w Bramcote, które ukończył w październiku i został przydzielony do 301. dywizjonu bombowego „Ziemi Pomorskiej”. Wziął udział w 35 wyprawach bombowych nad Niemcy i lotach operacyjnych.
28 marca 1942 roku brał udział w bombardowaniu Lubeki, podczas tego lotu tylny strzelec sierż. Andrzej Rudel zestrzelił Ju-88, który spadł do morza. 22 lipca 1942 roku na ochotnika wziął udział w poszukiwaniu na Morzu Północnym dwóch załóg, które wodowały po nalocie na Duisburg. Wystartował samolotem Vickers Wellington GR-H z załogą: por. obs. Władysław Szymanowski, st. sierż. strz. Andrzej Rudel, plut. radiooperator Wiktor Jabłoński i plut. strz. Jan Michał Nowak. Ich samolot w pobliżu wybrzeża Holandii został zaatakowany przez dwa myśliwce Focke-Wulf Fw 190 i zestrzelony. Jedynie Antoni Majcherczyk i Wiktor Jabłoński zdołali się wydostać z tonącego samolotu, po sześciu godzinach pływania zostali uratowani przez łódź ratunkową RAF.
W sierpniu 1942 roku został przydzielony w charakterze pilota doświadczalnego do Aircraftand Armament Experimental Establishment (AAEE) w Boscombe Down. Latał w eskadrze A i zajmował się badaniem samolotów myśliwskich. Dzięki swej wiedzy technicznej i doświadczeniu bojowym przyczynił się do usunięcia usterek i błędów w konstrukcji różnych typów samolotów myśliwskich. Wspólnie z dr. G.S. Hilsopem opracował i wydał w styczniu 1944 roku raport pt. „The determination of Propeller Power Coefficients by Flight Tests on Spitfire Vc Aircraft” („Określenie współczynników mocy śmigła przez próby w locie samolotu Spitfire Vc”). W połowie 1944 roku przeprowadzał w Kenii testy samolotu Hawker Typhoon w warunkach tropikalnych.
Po zakończeniu II wojny światowej nie zdecydował się na powrót do Polski i pozostał na emigracji. W randze angielskiej Squadron Leadera został zatrudniony w Boscombe Down jako pilot doświadczalny. 2 lipca 1946 roku testował spadochron przeciwkorkociągowy w samolocie Gloster Meteor F.Mk.3 (nr EE312). Spadochron uległ uszkodzeniu i Majcherczyk nie zdołał wyprowadzić samolotu z korkociągu. Maszyna rozbiła się w pobliżu Porton, pilot zginął na miejscu. Został pochowany na cmentarzu w Durrington (grób 828). 

## Życie prywatne
Był żonaty z Zofią.

## Ordery i odznaczenia
- Krzyż Srebrny Orderu Wojennego Virtuti Militari nr 9439,
- Krzyż Walecznych – czterokrotnie,
- Medal Lotniczy – dwukrotnie,
- Distinguished Flying Cross,
- 1939-1945 Star,
- Air Crew Europe Star,
- Defence Medal,
- War Medal 1939-1945,
- Order Świętego Sawy kl. V.